# Solar Fragment
Solar Fragment ist eine deutsche Power-Metal-Band, die 2003 in Dortmund gegründet wurde. Die Band ist „klassisch“, mit zwei Gitarren, E-Bass, Schlagzeug und Gesang, besetzt, in der Metal- und Festival-Szene in Nordrhein-Westfalen fest verankert und kann auf Erfahrungen auf internationalem Terrain verweisen.

## Bandgeschichte

### Gründung (2003/2004)
Im Sommer 2003 war die ehemalige Dortmunder Schülerband Halb So Wild, die sich auf Deutschrock spezialisiert hatte, in der Auflösung begriffen. Die dortigen Bandkollegen Manuel Wiegmann (Gitarre) und Dominic Serwe (E-Bass) legten zu der Zeit den Grundstein für eine weitere musikalische Zusammenarbeit im Metal-Sektor und suchten nach Mitstreitern für ein Power-Metal-Vorhaben. Im Oktober 2003 stieß zunächst Gunnar Stein als Schlagzeuger zu dem Duo, und die Songs To Thy Crown, The Assassin und Wanderlust entstanden. Auf der Suche nach einem geeigneten, kraftvollen Namen für die neue Formation wurde aus den zwei favorisierten Vorschlägen „The Lost Fragment“ und „Solar Damage“ schließlich Solar Fragment. Mit dem Bandnamen entwickelten sich erste Ideen für einen neuen Song um ein Bruchstück der Sonne, welches Licht und Energie in eine trostlose Welt aussendet.
Ebenfalls im Sommer 2003 knüpfte Manuel Wiegmann Kontakte zur Band namens Salome's Dance. Der dortige Gitarrist Marc Peters (ehemals Orden Ogan) konnte ab April 2004 für Solar Fragment begeistert werden.
Die Sängersuche der in Gründung befindlichen Band gestaltete sich als schwierig, weil die vier Musiker bereits ganz bestimmte Vorstellungen entwickelt hatten. Über das Internet fand die Crew Robert Leger, der den idealen Background als Irish-Folk- und Gospelsänger („Green Branches“ und „Confidence“) zu bieten schien, aber aufgrund der relativ weiten Anfahrt von Solingen nach Dortmund zögerte. Als er dann im Juni 2004 doch zumindest einmal testweise zu einer Probe erschien, hatte er bereits zwei Songtexte im Entwurf in der Tasche, die auf die Songs To Thy Crown und The Assassin passten. Schließlich musste er nicht weiter überredet werden, bei der Truppe zu bleiben. In dieser Besetzung stellte Solar Fragment das erste Set für Live-Gigs zusammen, und im November 2004 nahm sie die erste Promotion-CD auf, die 2005 erschien.
Aufgrund von zeitlichen Problemen verließ Gunnar Stein im September 2005 die Band. Einen mehr als ebenbürtigen Ersatz fand Solar Fragment in Sascha Schiller, der bereits Metal Erfahrung aus verschiedenen anderen Projekten (u. a. Mindfield und Freaks On The Roof) mitbrachte. Mit dem neuen Schlagzeuger nahm Solar Fragment zunächst einige Konzertverpflichtungen an und ging 2006 auf Tour. Die Lesson in Metal-Tour mit Beyond Fear und Vicious Rumors (beide USA) spülte die Dortmunder dabei bis nach Südeuropa.

### Debüt-CD: A Spark of Deity (2007)
Seit 2007 war Solar Fragment beim griechischen Label Sleaszy Rider Records unter Vertrag und nahm das Debüt-Album A Spark of Deity auf. Der Illustrator Oliver Popp zeichnete eigens für Solar Fragment das Cover-Artwork. Es zeigt das solare Fragment, ein Bruchstück der Sonne als leuchtendes Objekt, das eine mittelalterliche Landschaft erhellt. Die im November 2007 veröffentlichte CD erhielt von der Fachpresse zahlreiche positive Kritiken.
Acht der neun Songs sind in dem für den europäischen Power-Metal typischen hohen Tempo und mit eingängigen Melodien gestaltet. Häufig leiten sogenannte Breaks die einzelnen Strophen ein. Die Texte handeln von sagenhaften Wesen, oder sie beschäftigen sich mit schicksalhaften Charakteren aus der Literatur und Filmwelt.
Meistgespielter Titel seit Veröffentlichung ist Man Of Faith, der als Opener der CD fungiert. Es handelt sich hierbei um eine Hommage an die US-Mystery-Serie Lost und deren Hauptfigur „John Locke“. Lied 02, Take Me Higher, entwickelte sich mit seinen eingängigen, zweistimmigen Gitarrenriffs, den so genannten Dual-Leads, zur heimlichen Hymne der Band. Der Text ist der griechischen Mythologie entlehnt. Es geht um die Flucht von Dädalus und Ikarus aus der kretischen Gefangenschaft. Bei To Thy Crown (03.) werden Parallelen zur König-Artus-Sage gezogen. Der Ritter, der an dem Interessenkonflikt zwischen der Liebe zur Königin und der Treue zum König zerbricht, könnte Lancelot sein. Dies wird jedoch bewusst offengelassen.
Lands, Titles, Nothing hat den schottischen Unabhängigkeitskampf Ende des 13. Jahrhunderts zur Grundlage und beschreibt den Zwiespalt von Robert the Bruce vor der entscheidenden Schlacht von Bannockborn. So Long ist die einzige Ballade der Debüt-CD von Solar Fragment. Unterstützt von Keyboard und Frauenstimme geht es um den Abschiedsbrief eines zum Tode verurteilten Mannes an seine Geliebte. Fading Light (06.) führt den Hörer dann in ein sagenumwobenes „Dungeon“, während Wanderlust (07.) das Fernweh der Seele beschreibt, den Wunsch dem Alltag zu entfliehen. The Assassin ist textlich inspiriert von der düsteren Mittelalter-Atmosphäre des Computerspiels Thief – Deadly Shadows. Und schließlich beschreibt Fragment Of The Sun (09.) die Mission der Band Solar Fragment, Menschen mit ihrer Musik mitzureißen – versinnbildlicht im leuchtenden Fragment der Sonne.
In der Folgezeit sind neben den obligatorischen Lyrics auch Gitarrentabulaturen zu Man Of Faith und Take Me Higher erschienen. Und im Onlinespiel JamLegend können sich Fans in Guitar-Hero Manier zu Solar Fragment-Songs allein beweisen oder mit Mitspielern messen. Man Of Faith und Take Me Higher befanden sich (Stand: 31. Juli 2010) in den All-Time-Top-10 der Metal-Songs – mit zusammen über 680.000 Plays.
Zum Jahresende 2009 trennte sich Solar Fragment von dem griechischen Label Sleaszy Rider Records.

### CD: In Our Hands (2011)
Für die Aufnahmen des zweiten Werks In Our Hands hatten sich die fünf Musiker im Frühjahr und Sommer 2010 ins Studio zurückgezogen. Zum Jahresende unterzeichnete man bei dem italienischen Plattenlabel Scarlet Records, um im April 2011 das neue Album auf den Markt zu bringen.
In zehn Tracks geht es wieder um die eigene Fantasy-Story sowie die Verarbeitung von Literatur und Filmen. So sind der Titelsong In Our Hands und Once Again (10.) die Fortsetzung der Geschichte um das Fragment Of The Sun, die mit dem Debütalbum eingeleitet wurde. Stephen King, Meister der Gruselromane, hat mit seiner Novelle Cell (auf Deutsch: „Puls“) die Grundlage für Empty Eyed (2.) geliefert, und Inside The Circle (3.) basiert auf der George Lucas Heldensaga „Star Wars“. Mit Race The Seas (5.) ist auch die US Mystery-Serie „Lost“ wieder vertreten, während Come Hell Or High Water (6.) eine Piratengeschichte erzählt und Homecoming (7.) der Gegenpart zu Wanderlust auf der Debüt-CD ist.
Guillermo del Toro schuf mit seinem Oscar-prämierten Film Pans Labyrinth (im Original: „El laberinto del fauno“) die Basis für Moana's Return (8.). Und der Fantasy-Roman von Terry Pratchett Making Money (auf Deutsch: „Schöne Scheine“) ist Ausgangspunkt für The March of the Golems (9.).

## Gastmusiker
Für So Long holte sich Solar Fragment mit Thomas Klak (Jitterbug) und Daniela Pollei (Lunastrip) befreundete Musiker aus der Region ins Studio. Klak übernahm die Keyboard-Passagen. Pollei unterstrich mit ihrer sanften Stimme die Melancholie der Ballade. Auf der Bühne war erstmals im September 2009 Tanja Maul (Dawn of Destiny) Duettpartnerin von Robert Leger.
Hansi Kürsch konnten die fünf Musiker für einen Gesangspart in Inside the Circle auf der CD In Our Hands gewinnen. Der (Blind Guardian) Frontmann übernahm eine dem Imperator/Senator Palpatine zugeordnete Passage in dem Song über Anakin Skywalker.

## Diskografie
- 2005: Demo 2005 (Demo)
- 2007: A Spark of Deity (Album)
- 2011: In Our Hands (Album)